# هتل ترانسیلوانیا ۳: تعطیلات تابستانی
هتل ترانسیلوانیا ۳: تعطیلات تابستانی (انگلیسی: Hotel Transylvania 3: Summer Vacation) که به صورت بین‌المللی با نام هتل ترانسیلوانیا ۳: تعطیلات یک هیولا (انگلیسی: Hotel Transylvania 3: A Monster Vacation) شناخته شده‌است یک فیلم پویانمایی رایانه‌ای در ژانر کمدی فانتزی به شیوه سه‌بعدی به کارگردانی گندی تارتاکوفسکی است که در ۱۳ ژوئیه ۲۰۱۸ در ایالات متحده آمریکا منتشر شد. این فیلم توسط سونی پیکچرز انیمیشن تهیه و کلمبیا پیکچرز توزیع‌کننده آن است. این فیلم ادامه فیلم‌های هتل ترانسیلوانیا و هتل ترانسیلوانیا ۲ است.
فیلم با واکنش‌های خوبی از سوی منتقدان همراه بود. هتل ترانسیلوانیا ۳: تعطیلات تابستانی ۵۲۸ میلیون دلار در سراسر جهان فروش کرد در حالی که ۸۰ میلیون دلار بودجه ساخت آن بوده‌است. دنبالهٔ این فیلم هتل ترانسیلوانیا ۴ در ۱۴ ژانویه ۲۰۲۲ پخش شد.

## داستان
در زمان گذشته دراکولا دشمنانی داشته‌است خانوادهٔ ون هلسینگ شکارچی دراکولا است و نتیجه (به بچه نوه می‌گویند) او صاحب کشتی تفریحی است. میویس پدرش را برای استراحت به کشتی ون هلسینگ می‌برد که اریکا ون هلسینگ ناخدای کشتی توسط گفته‌های پدر بزرگش از دراکولا و تمام هیولاها متنفر می‌شود، ولی دراکولا عاشق او شده و دراکولا کاری می‌کند که اریکا می‌فهمد پدر بزرگش اشتباه کرده است و هیولا ها بد نیستند.

## بازیگران و شخصیت‌ها
که تعداد زیادی از آن‌ها را کاراکترهای دو قسمت قبلی تشکیل می‌دهند عبارتند از:
- آدام سندلر در نقش کنت دراکولا: خون‌آشام ۵۴۰ ساله، پسر ولاد (Vlad) و مالک هتل ترانسیلوانیا
- سلنا گومز در نقش میویس: خون‌آشام ۱۲۵ ساله و دختر دراکولا ، مادر دنیس و همسر جانی
- اندی سمبرگ در نقش جاناتان «جانی»: انسان ۲۷ ساله ، همسر میویس و پدر دنیس
- کوین جیمز در نقش فرانکنشتاین: بهترین دوست دراکولا، از دوستان خانوادگی و همسر یونس
- فرن درشر در نقش یونیس: همسر فرانکنشتاین و از دوستان خانواده
- آشر بلینک‌آف در نقش دنیس: پسر ۸ ساله نیمه انسان-نیمه خون‌آشام میویس و جانی
- کیگان-مایکل کی در نقش مورای: مومیایی فرعون باستانی و چاق و یکی از بهترین دوستان دراکولا
- استیو بوشمی در نقش وین (Wayne): یک گرگینه؛ از دوستان صمیمی دراک با خانواده‌ای بزرگ و همسر او واندا
- مالی شنون در نقش وندا: همسر وین و مادر ۳۰۰ بچه گرگ
- دیوید اسپید در نقش گریفین یا مرد نامرئی: مرد نامرئی و از دوستان صمیمی خانواده خون‌آشام‌ها و همسر کریستال
- مل بروکس در نقش ولاد (Vlad): خون‌آشام پیر و پدر دراکولا و پدر بزرگ میویس
- گندی تارتاکوفسکی در نقش بلابی (Blobby): یکی از دوستان خانوادگی به شکل ژلهٔ سبز
- سدی سندلر در نقش وینی (Winnie): یکی از فرزندان وین و وندا و دوست صمیمی دنیس
- کاترین هان در نقش اریکا ون هلسینگ: کاپیتان کشتی تفریحی ، نتیجه آبراهام ون هلسینگ و همسر دوم دراکولا
- جیم گافیگان در نقش پروفسور آبراهام ون هلسینگ: پدر پدر بزرگ اریکا و شکارچی هیولاها
- کریسی تیگن در نقش کریستال: زنی نامرئی؛ همسر گریفین